# Lupanar (Pompéi)
Le Lupanar de Pompéi, connu aussi sous le nom de Lupanare Grande, est le bordel le plus célèbre des vestiges de la ville romaine  de Pompéi. Il est intéressant pour les peintures érotiques sur ses murs.
Découvert lors de fouilles archéologiques en 1862, il est ouvert au public dans l'ancienne Pompéi.

## Histoire
Lupanar est le mot employé par les Romains pour désigner le bordel, le terme signifie « tanière de loup », et une prostituée s'appelait « lupa » (louve),.
À Pompéi, dans le Regio VII  il y a des traces de deux locataires, Victor et Africanus qui, avant la destruction de la ville par l'éruption du Vésuve (79 apr. J.-C.), tenaient un bordel très florissant, l'un des vingt-cinq environ, situés principalement près des intersections des routes secondaires. Le nombre des bordels présents à Pompéi, une ville entre 8 000 et 10 000 habitants, est important par rapport à Rome plus peuplée où ils ne sont que 45 ou 46 au IVe siècle. Néanmoins, les registres régionaux ne tenaient pas compte de ceux qui se faisaient passer pour des tavernes et ne sont donc pas comptés dans le nombre.

## Situation
Le bâtiment est situé à un carrefour de petites routes (Regio VII, 12, 18) à l'est du forum à l'intersection de Vico del Lupanare et Vico del Balcone Pensile. La particularité de cet établissement est qu'il semble être le seul à avoir été construit exclusivement à des fins de prostitution.
Des prestations sexuelles étaient également offertes dans des tavernes, habituellement dans une ou deux pièces à l'arrière ou à l'étage supérieur. Citons par exemple la Caupona de Soterius (Regio I, 12, 3), une Caupona avec logement (Regio I, 10, 2) ou la Caupona de Asellina (Regio IX, 11, 2). Dans cette dernière, comme c'est souvent le cas, il y avait aussi de la publicité électorale pour les candidats à des fonctions politiques. Un autre bordel, dans une maison, est probablement la Casa degli Amanti.

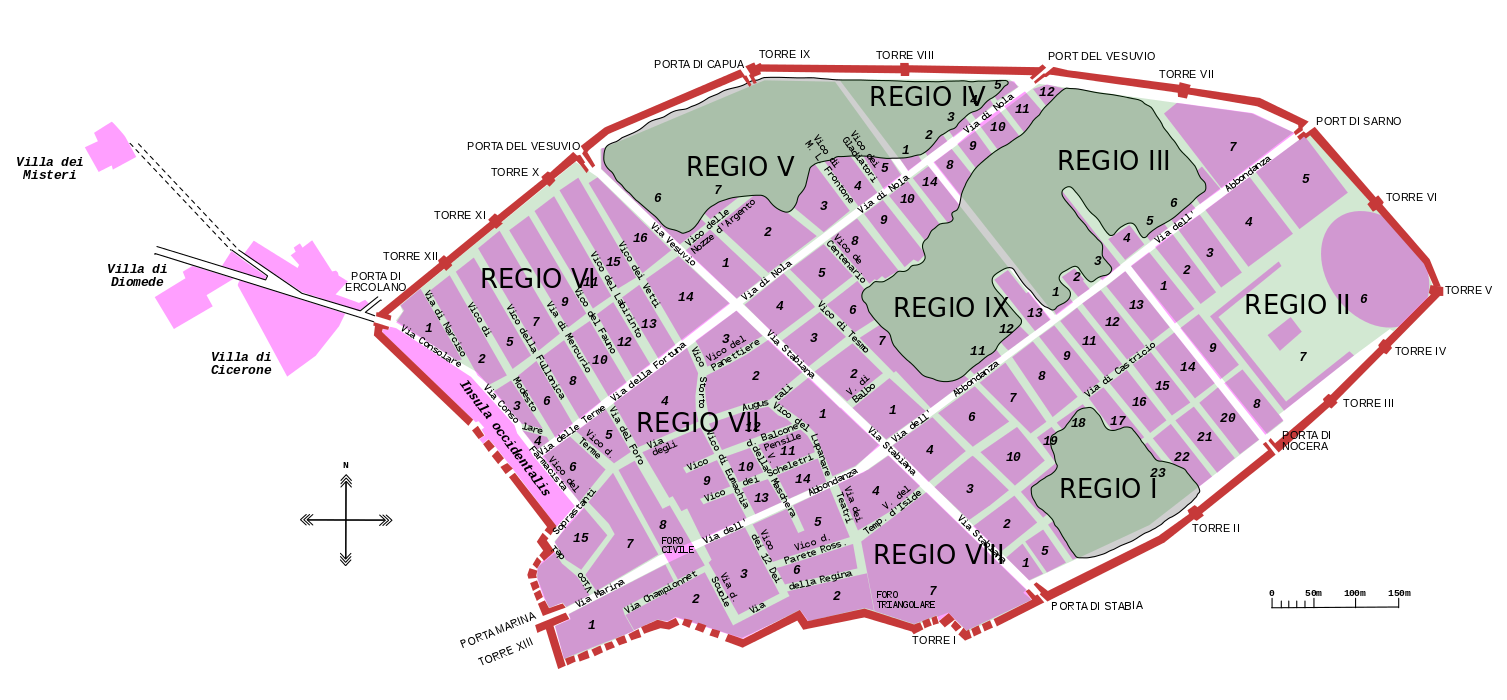
Plan de Pompéi avec les numéros de Regio

## Description

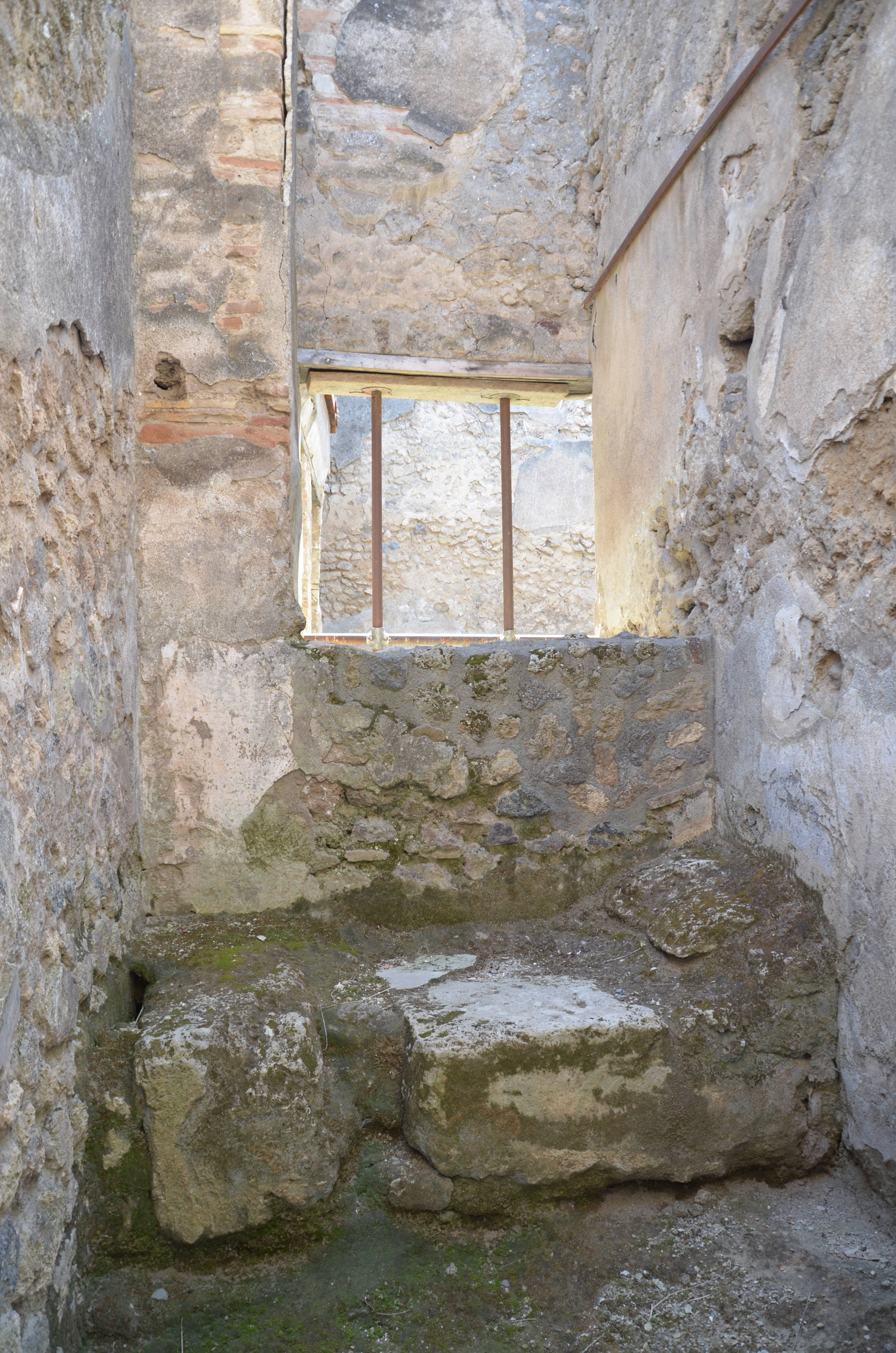
Intérieur d'une chambre du Lupanar. Ces pièces fermées par des portes en bois ou de simples rideaux, étaient des sortes de cellules ne comportant qu'un lit et un traversin maçonnés.

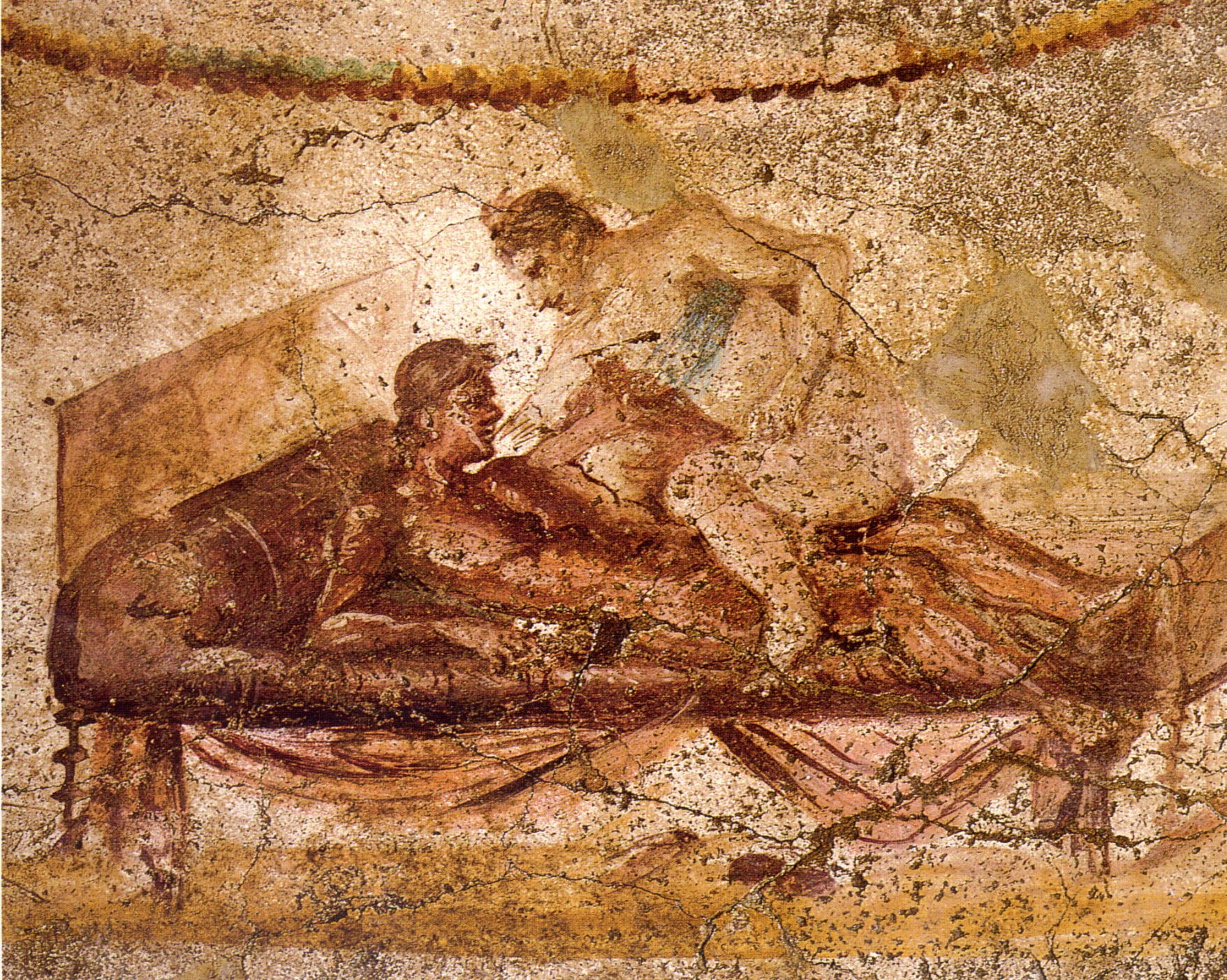
Fresque érotique du Lupanar.

Il s'agit d'un bâtiment de deux étages avec cinq cellules et des latrines au sous-sol et cinq autres cellules à l'étage. À l'intérieur, un escalier en bois mène à l'étage supérieur, les cellules en porte-à-faux sont accessibles depuis le balcon. La maison a deux entrées, les numéros 18 et 19, et les cellules pouvaient être fermées à clé par une porte en bois.
Chaque cellule était munie d'un petit lit en brique avec tête de lit, sur lequel un matelas était posé. Les nombreuses fresques érotiques que l'on trouve dans presque toutes les pièces montrent les types de prestations qui pouvaient être achetées dans cet endroit à cette époque. Un certain nombre de représentations ont été transférées au Musée archéologique national de Naples, où elles ont été conservées jusqu'aux années 1970 dans une collection non accessible au public.
Environ 120 inscriptions ont été trouvées dans l'édifice, ce qui indique la fréquence élevée des visiteurs. Les graffitis sont très explicites en termes de contenu, comme par exemple « hic eg(o) puellas multas futui » (ici j'ai baisé beaucoup de filles) ou « Murtis bene / fel » (Murtis, tu tires bien des pipes). Des inscriptions des prostituées ont également été trouvées, comme par exemple : « fututa sum hic » (ici j'étais baisée). Un certain nombre de noms des filles et des femmes qui travaillaient ici sont connus, environ la moitié d'entre elles avaient des prénoms grecs, mais cela n'indique pas nécessairement leur origine.
Dans la maison, la prostitution ne concernait pas uniquement les femmes, comme le laisse présager une inscription à ce sujet : « pedicare volo » (Je cherche un garçon).
Le prix moyen était de deux as, mais selon la prestation pouvait atteindre 16 as. Déjà dans l'Antiquité, les maladies vénériennes étaient connues, bien que rarement énoncées : « Destillatio me tenet » (La chaude-pisse m'a eu).
Le bâtiment et les fresques ont été restaurés pour la dernière fois entre 2004 et 2006. Comme l'enduit dans une cellule du bâtiment montre des empreintes de pièces de monnaie pressées de l'époque, la maison a probablement été rénovée après 72 apr. J.-C..